# Brasil Open 1984
Il Brasil Open 1984 è stato un torneo di tennis giocato sul cemento. È stata la 2ª edizione del torneo, che fa parte del Virginia Slims World Championship Series 1984. Si è giocato a Guarujá in Brasile dal 9 al 17 luglio 1984.

## Campionesse

### Singolare
Sandra Cecchini ha battuto in finale  Adriana Villagran-Reami con il punteggio di 6–3, 6–3

### Doppio
Jill Hetherington /  Hélène Pelletier hanno battuto in finale  Penny Barg-Mager /  Kylie Copeland con il punteggio di 6–3, 2–6, 7–6